# Mozhabong Lake
Mozhabong Lake är en sjö i Kanada.   Den ligger i distriktet Algoma och provinsen Ontario, i den sydöstra delen av landet, 500 km väster om huvudstaden Ottawa. Mozhabong Lake ligger 408 meter över havet.
I omgivningarna runt Mozhabong Lake växer i huvudsak blandskog. Trakten runt Mozhabong Lake är nära nog obefolkad, med mindre än två invånare per kvadratkilometer.